# Tillandsia 'Peltry Jellyfish'
Tillandsia 'Peltry Jellyfish' es un  cultivar híbrido del género Tillandsia perteneciente a la familia  Bromeliaceae.
Es un híbrido creado con la especie Tillandsia ehlersiana × Tillandsia schiedeana.